# Rose rosse (programma televisivo)
Rose rosse è stato un programma televisivo italiano di genere varietà, andato in onda nel 1996 su Canale 5 con i personaggi del Bagaglino. Protagonisti Pippo Franco, Oreste Lionello, Leo Gullotta, Martufello, Manlio Dovì, Carlo Frisi, Mario Zamma, Luigi Paoloni, Albert Colajanni e Maurizio Antonini.
La primadonna era Valeria Marini, poi sostituita a metà programma da Lorenza Mario. Il corpo di ballo era composto, tra gli altri, da: Andrè De La Roche, Raffaele Paganini, Ombretta Bertuzzi, Tiziana Bertuzzi, Angela Melillo, Federica Ridolfi, Paola Quilli, Alessandra Pesaturo, Elvira Debri, Marzia Foglietta, Serena De Lorenzis ed Ylenia Alesini.

## Puntate ed Ascolti TV
| Puntata | Data             | Telespettatori | Share  |
| ------- | ---------------- | -------------- | ------ |
| 1^      | 3 febbraio 1996  |                |        |
| 2^      | 10 febbraio 1996 | 8.107.000      | 35,13% |
| 3^      | 17 febbraio 1996 |                |        |
| 4^      | 2 marzo 1996     |                |        |
| 5^      | 9 marzo 1996     |                |        |
| 6^      | 16 marzo 1996    | 6.886.000      | 29,19% |
| 7^      | 23 marzo 1996    |                |        |
| 8^      | 30 marzo 1996    | 7.250.000      | 31,34% |
| 9^      | 6 aprile 1996    |                |        |
| 10^     | 13 aprile 1996   | 6.973.000      | 30,62% |
| 11^     | 20 aprile 1996   |                |        |
| 12^     | 27 aprile 1996   | 7.780.000      | 34,66% |